# Jeffrey Altheer
Jeffrey Altheer est un footballeur néerlandais né le 9 mars 1987 à Rotterdam. Il joue au poste de défenseur.

## Palmarès
Vierge